# Rafael Paz
Rafael Paz Marín (Puebla de Don Fadrique, 1965. augusztus 2. –) spanyol válogatott labdarúgó.

## Pályafutása

### Klubcsapatban
Puebla de Don Fadriquéban született, Granada tartományban. Pályafutását 1984-ben az Sevilla Atlético (Sevilla B) csapatában kezdte. A Sevilla FC csapatában 1984 és 1997 között 386 mérkőzésen lépett pályára és 27 gólt szerzett. 1997-ben Mexikóba szerződött az Atlético Celayához, ahol egy évet töltött és visszavonult. 

### A válogatottban
1990-ben 7 alkalommal szerepelt a spanyol válogatottban. Egy Magyarország elleni sevillai vb-selejtező alkalmával mutatkozott be 1989. november 15-én, amely 4–0-ás győzeéemmel zárult. Részt vett az 1990-es világbajnokságon, ahol az Uruguay elleni csoportmérkőzésen és a Jugoszlávia elleni nyolcaddöntőben csereként lépett pályára. Dél-Korea és Belgium ellen nem kapott lehetőséget.

## Sikerei, díjai
Spanyolország U20
- Ifjúsági világbajnoki döntős (1): 1985

## Külső hivatkozások
- Rafael Paz adatlapja a National-Football-Teams.com oldalon (angolul)

- Rafael Paz (angol nyelven). eu-football.info
- Rafael Paz (angol, katalán, spanyol nyelven). BDFutbol.com
- Rafael Paz (német nyelven). kicker.de
- Rafael Paz (angol, francia, spanyol, lengyel nyelven). footballdatabase.eu
- Rafael Paz adatlapja a worldfootball.net oldalon (angolul)